# تمین سورسوک
تمین سورسوک (به انگلیسی: Tammin Sursok)(زاده ۱۹ اوت ۱۹۸۳) بازیگر، خواننده اهل آفریقای جنوبی است.
از کارهای معروف او می‌توان به بازی در فیلم تماشایی! و زمرد کبود اشاره کرد.